# Distretto di Mahe
Il distretto di Mahe è un distretto del territorio di Pondicherry, in India, di 36 823 abitanti. Il suo capoluogo è Mahe.